# Ron Ramin
Ronald „Ron“ Ramin (* 1953 in New York) ist ein US-amerikanischer Filmkomponist.

## Leben und Karriere
Ramin ist der Sohn des Komponisten Sid Ramin und der Sängerin Gloria Ramin, geborene Breit.
Ramin wuchs in New York auf. Er studierte an der Princeton University und ließ sich anschließend in Los Angeles nieder, wo er eine Karriere als Filmkomponist begann.
1994 erhielt er eine Emmy-Nominierung in der Kategorie Musikkomposition für eine Serie (Dramatic Underscore) für seine Arbeit an der Pilotfolge der Serie Christy. 1996 wurde er bei den CableACE Awards in der Kategorie Original Score für seine Arbeit an Rent-a-Kid – Familie auf Probe ausgezeichnet.
Später wandte er sich wieder der Komposition von Konzert-Musik zu. Seine Suite Golden State of Mind wurde 2014 vom Marin Symphony live aufgeführt.
Seit dem Jahr 1988 ist er mit der Journalistin und Autorin Cathryn Jakobson Ramin verheiratet. Aus der Ehe gingen zwei Söhne hervor. Die Familie lebt in Nord-Kalifornien.

## Filmografie (Auswahl)
- 1978: Crazed
- 1981–1984: Fantasy Island (Fernsehserie)
- 1982–1983: Hart aber herzlich (Hart to Hart, Fernsehserie)
- 1983–1984: Ein Colt für alle Fälle (The Fall Guy, Fernsehserie)
- 1984–1988: Cagney & Lacey (Fernsehserie)
- 1985: Die Fälle des Harry Fox (Crazy Like a Fox, Fernsehserie)
- 1986–1987: Mike Hammer (Mickey Spillane’s Mike Hammer, Fernsehserie)
- 1987: Sledge Hammer! (Fernsehserie)
- 1987: Frog (Fernsehfilm)
- 1988: Fight Back (Stranger on My Land, Fernsehfilm)
- 1988: Die Diamanten-Lady (The Diamond Trap, Fernsehfilm)
- 1989: Mike Hammer – Mädchen, Morde und Moneten (Mike Hammer: Murder Takes All, Fernsehfilm)
- 1990: Mit dem Essen kam der Tod (Menu for Murder, Fernsehfilm)
- 1990–1992: Die Fälle der Rosie O’Neill (The Trials of Rosie O’Neill, Fernsehserie)
- 1991: Ich war ein Playmate (Posing: Inspired by Three Real Stories, Fernsehfilm)
- 1991: Schatten der Macht (Memories of Midnight, Fernsehfilm)
- 1993: Schulfahrt ohne Wiederkehr (They've Taken Our Children: The Chowchilla Kidnapping, Fernsehfilm)
- 1994: Die Vögel II – Die Rückkehr (The Birds II: Land's End, Fernsehfilm)
- 1994–1995: Christy (Fernsehserie)
- 1994: Bionic Ever After? (Fernsehfilm)
- 1994: Mike Hammer – Auf falscher Spur (Come Die with Me: A Mickey Spillane's Mike Hammer Mystery, Fernsehfilm)
- 1995: Claudia und das Geheimnis des Engels (From the Mixed-Up Files of Mrs. Basil E. Frankweiler, Fernsehfilm)
- 1995: Cagney & Lacey – Wer im Glashaus sitzt (Cagney & Lacey: The View Through the Glass Ceiling, Fernsehfilm)
- 1995: Rent-a-Kid (Fernsehfilm)
- 1995: Bodystrip – Entblößte Seele (Dare to Love, Fernsehfilm)
- 1995–1997: Walker, Texas Ranger (Fernsehserie)
- 1996: Cagney & Lacey – Und nichts als die Wahrheit (Cagney & Lacey: True Convictions, Fernsehfilm)
- 1996: Terror in der Familie – Eine Tochter läuft Amok (Terror in the Family, Fernsehfilm)
- 1996: Geschändet – Ein Sohn unter Verdacht (My Son Is Innocent, Fernsehfilm)
- 1996: Gelähmt: Eine Mutter gibt nicht auf (A Step Toward Tomorrow, Fernsehfilm)
- 1999: Fatal Error (Fernsehfilm)
- 1999: Hilfe, ich bin mein Hund ...und mein Hund ist ich (Dogmatic)
- 1999: Tödliche Vergeltung (Cruel Justice, Fernsehfilm)
- 2006: Falling in Love with the Girl Next Door (Fernsehfilm)
- 2006: Meltdown – Days of Destruction (Meltdown, Fernsehfilm)
- 2006: Home by Christmas (Fernsehfilm)
- 2007: My Neighbor’s Keeper (Fernsehfilm)
- 2007: Lost Holiday: The Jim & Suzanne Shemwell Story (Fernsehfilm)
- 2008: Charlie & Me (Fernsehfilm)
- 2008: Tödliche Verschwörung (Lost Behind Bars, Fernsehfilm)